# Saint-Marcouf, Manche
Saint-Marcouf, Manche là một xã thuộc tỉnh Manche trong vùng Normandie tây bắc nước Pháp. Xã này nằm ở khu vực có độ cao trung bình 20 mét trên mực nước biển.
Dân số theo điều tra năm 1999 của INSEE là 376 người.